# Samenstelling Belgische Senaat 1835-1839
De lijst van leden van de Belgische Senaat van 1835 tot 1839. De Senaat telde toen 51 zetels. Het nationale kiesstelsel was in die periode gebaseerd op cijnskiesrecht, volgens een systeem van een meerderheidsstelsel, gecombineerd met een districtenstelsel. Iedere Belg die ouder dan 25 jaar was en een bepaalde hoeveelheid cijns betaalde, kreeg stemrecht. Hierdoor was er een beperkt kiezerskorps.
De legislatuur liep van 4 augustus 1835 tot 30 mei 1839 en volgde uit de verkiezingen van 9 juni 1835. Bij deze verkiezingen werden 25 van de senatoren verkozen. Dit was het geval in de kieskringen Gent, Eeklo, Aalst, Oudenaarde, Dendermonde, Sint-Niklaas, Charleroi, Doornik, Bergen, Aat, Thuin, Zinnik, Luik, Verviers, Hoei, Borgworm, Hasselt, Roermond en Maastricht.
Tijdens deze legislatuur was de unionistische regering-De Theux de Meylandt I (augustus 1834 - april 1840) in functie.

## Samenstelling
| Begin legislatuur (1835) | Begin legislatuur (1835) | Begin legislatuur (1835) | Einde legislatuur (1839) | Einde legislatuur (1839) | Einde legislatuur (1839) |
| Fractie                  | Fractie                  | Zetels                   | Fractie                  | Fractie                  | Zetels                   |
| ------------------------ | ------------------------ | ------------------------ | ------------------------ | ------------------------ | ------------------------ |
|                          | Katholieken              | 40                       |                          | Katholieken              | 36                       |
|                          | Liberalen                | 11                       |                          | Liberalen                | 15                       |

Wijzigingen in fractiesamenstelling:
- In 1836 overlijdt de katholiek François de Sécus. Zijn opvolger wordt de liberaal Dieudonné du Val de Beaulieu.
- In 1837 neemt de katholiek Jean de Looz-Corswarem ontslag. Zijn opvolger wordt de liberaal Louis-Joseph de Renesse.
- In 1837 neemt de katholiek Jacques de Ghelcke. Zijn opvolger wordt de liberaal Edouard Malou.
- In 1838 overlijdt de katholiek François Dupont. Zijn opvolger wordt de liberaal Lambert Vanderheyden à Hauzeur.

## Lijst van de senatoren
| Senator                                   | Partij    | Aanduiding                   | Kieskring                 | Opmerkingen |
| ----------------------------------------- | --------- | ---------------------------- | ------------------------- | --- |
| Ferdinand du Bois                         | Katholiek | Rechtstreeks gekozen senator | Antwerpen                 | |
| Louis de Haultepenne                      | Katholiek | Rechtstreeks gekozen senator | Antwerpen                 | |
| Idesbalde Snoy d'Oppuers                  | Katholiek | Rechtstreeks gekozen senator | Mechelen                  | |
| Ferdinand Philippe du Bois de Nevele      | Katholiek | Rechtstreeks gekozen senator | Turnhout                  | Vervangt vanaf 9 oktober 1837 Emile d'Oultremont, die om gezondheidsredenen ontslag neemt. |
| Jacques Engler                            | Liberaal  | Rechtstreeks gekozen senator | Brussel                   | |
| Joseph de Baillet                         | Katholiek | Rechtstreeks gekozen senator | Brussel                   | |
| Henri de Merode                           | Katholiek | Rechtstreeks gekozen senator | Brussel                   | |
| Philippe d'Arschot Schoonhoven            | Katholiek | Rechtstreeks gekozen senator | Nijvel                    | Ondervoorzitter. |
| Joseph de Man d'Hobruge                   | Katholiek | Rechtstreeks gekozen senator | Leuven                    | |
| Philippe de Wouters d'Oplinter            | Katholiek | Rechtstreeks gekozen senator | Leuven                    | Vervangt vanaf 22 december 1835 Louis de Spoelberch, die besliste om niet te zetelen. De Spoelberch werd op 13 augustus 1835 verkozen ter opvolging van Théodore de Baudequin de Peuthy d'Huldenberghe, die ontslag had genomen. |
| Joseph van der Linden d'Hooghvorst        | Katholiek | Rechtstreeks gekozen senator | Nijvel                    | |
| Jean-Marie de Pelichy van Huerne          | Katholiek | Rechtstreeks gekozen senator | Brugge                    | |
| Eugène Marie van Hoobrouck de Mooreghem   | Katholiek | Rechtstreeks gekozen senator | Veurne-Oostende-Diksmuide | |
| Auguste de Jonghe d'Ardoye                | Katholiek | Rechtstreeks gekozen senator | Tielt                     | Quaestor. |
| Marc Lefebvre                             | Katholiek | Rechtstreeks gekozen senator | Roeselare                 | |
| Gustave de Jonghe                         | Liberaal  | Rechtstreeks gekozen senator | Kortrijk                  | |
| Philippe Vilain XIIII                     | Katholiek | Rechtstreeks gekozen senator | Kortrijk                  | Ondervoorzitter. |
| Edouard Malou                             | Liberaal  | Rechtstreeks gekozen senator | Ieper                     | Vervangt vanaf 5 oktober 1837 Jacques de Ghelcke (Katholiek), die om gezondheidsredenen ontslag neemt. |
| Joseph Beke                               | Katholiek | Rechtstreeks gekozen senator | Ieper                     | Vervangt vanaf 19 december 1837 François de Coninck, die om gezondheidsredenen ontslag neemt. |
| Charles Rooman                            | Katholiek | Rechtstreeks gekozen senator | Eeklo                     | Vervangt vanaf 3 februari 1836 Karel Stroo, wiens verkiezing ongeldig werd verklaard. |
| Emmanuel Borluut                          | Katholiek | Rechtstreeks gekozen senator | Gent                      | |
| François Heyndericx                       | Katholiek | Rechtstreeks gekozen senator | Gent                      | |
| Thadée Van Saceghem                       | Katholiek | Rechtstreeks gekozen senator | Gent                      | Vervangt vanaf 16 september 1835 Eugène de Kerchove de Denterghem, die beslist om niet te zetelen. |
| Jean Cassiers                             | Katholiek | Rechtstreeks gekozen senator | Sint-Niklaas              | |
| Joseph d'Espiennes                        | Katholiek | Rechtstreeks gekozen senator | Dendermonde               | |
| Charles Rodriguez d'Evora y Vega          | Katholiek | Rechtstreeks gekozen senator | Oudenaarde                | Secretaris. |
| Jean-Baptiste Joseph d'Hane de Steenhuyse | Katholiek | Rechtstreeks gekozen senator | Aalst                     | Vervangt vanaf 18 mei 1837 de overleden Eugène de Robiano. |
| Charles d'Andelot                         | Katholiek | Rechtstreeks gekozen senator | Aalst                     | |
| Dieudonné du Val de Beaulieu              | Liberaal  | Rechtstreeks gekozen senator | Bergen                    | Vervangt vanaf 27 november 1836 de overleden François de Sécus (Katholiek). |
| Lambert Vanderheyden à Hauzeur            | Liberaal  | Rechtstreeks gekozen senator | Thuin                     | Vervangt vanaf 15 november 1838 de overleden François Dupont (Katholiek). Dupont zelf verving vanaf 19 december 1836 de overleden François de Robiano (Katholiek).                                                               |
| Augustin Dumon-Dumortier                  | Liberaal  | Rechtstreeks gekozen senator | Doornik                   | Secretaris vanaf 8 november 1836. |
| Frédéric d'Ennetières                     | Katholiek | Rechtstreeks gekozen senator | Doornik                   | |
| Edouard de Rouillé                        | Katholiek | Rechtstreeks gekozen senator | Aat                       | Quaestor. |
| Charles de Bousies de Rouveroy            | Liberaal  | Rechtstreeks gekozen senator | Zinnik                    | Secretaris tot 8 november 1836. |
| François-Philippe de Haussy               | Liberaal  | Rechtstreeks gekozen senator | Charleroi                 | |
| Louis van der Straten Ponthoz             | Katholiek | Rechtstreeks gekozen senator | Luik                      | Vervangt vanaf 22 december 1835 Eugène de Méan de Beaurieux, die ontslag had genomen. |
| Joseph de Potesta                         | Liberaal  | Rechtstreeks gekozen senator | Luik                      | |
| Hippolyte de Baré de Comogne              | Katholiek | Rechtstreeks gekozen senator | Hoei                      | Secretaris. |
| Louis-Joseph de Renesse                   | Liberaal  | Rechtstreeks gekozen senator | Borgworm                  | Vervangt vanaf 19 december 1837 Jean de Looz-Corswarem (Katholiek), die militair commandant van de provincie Antwerpen wordt. |
| Raymond de Biolley                        | Katholiek | Rechtstreeks gekozen senator | Verviers                  | |
| François de Stockhem-Mean                 | Katholiek | Rechtstreeks gekozen senator | Hasselt                   | |
| Pierre de Schiervel                       | Katholiek | Rechtstreeks gekozen senator | Roermond                  | Senaatsvoorzitter vanaf 13 november 1838. |
| Jean-Baptiste d'Ansembourg                | Katholiek | Rechtstreeks gekozen senator | Maastricht                | Secretaris. |
| André Van Muysen                          | Liberaal  | Rechtstreeks gekozen senator | Maastricht                | |
| Jean-Baptiste Thorn                       | Liberaal  | Rechtstreeks gekozen senator | Aarlen-Diekirch           | |
| Philippe de Bousies                       | Liberaal  | Rechtstreeks gekozen senator | Neufchâteau-Virton        | |
| Florimond de Quarré                       | Katholiek | Rechtstreeks gekozen senator | Luxemburg-Grevenmacher    | |
| Augustin de Wautier                       | Liberaal  | Rechtstreeks gekozen senator | Bastenaken-Marche         | |
| Perpète du Pont d'Ahérée                  | Katholiek | Rechtstreeks gekozen senator | Dinant                    | |
| Goswin de Stassart                        | Liberaal  | Rechtstreeks gekozen senator | Namen                     | Senaatsvoorzitter tot 14 juni 1838. |
| Louis de Cartier d'Yves                   | Katholiek | Rechtstreeks gekozen senator | Philippeville             | |